# Beck (Musiker)

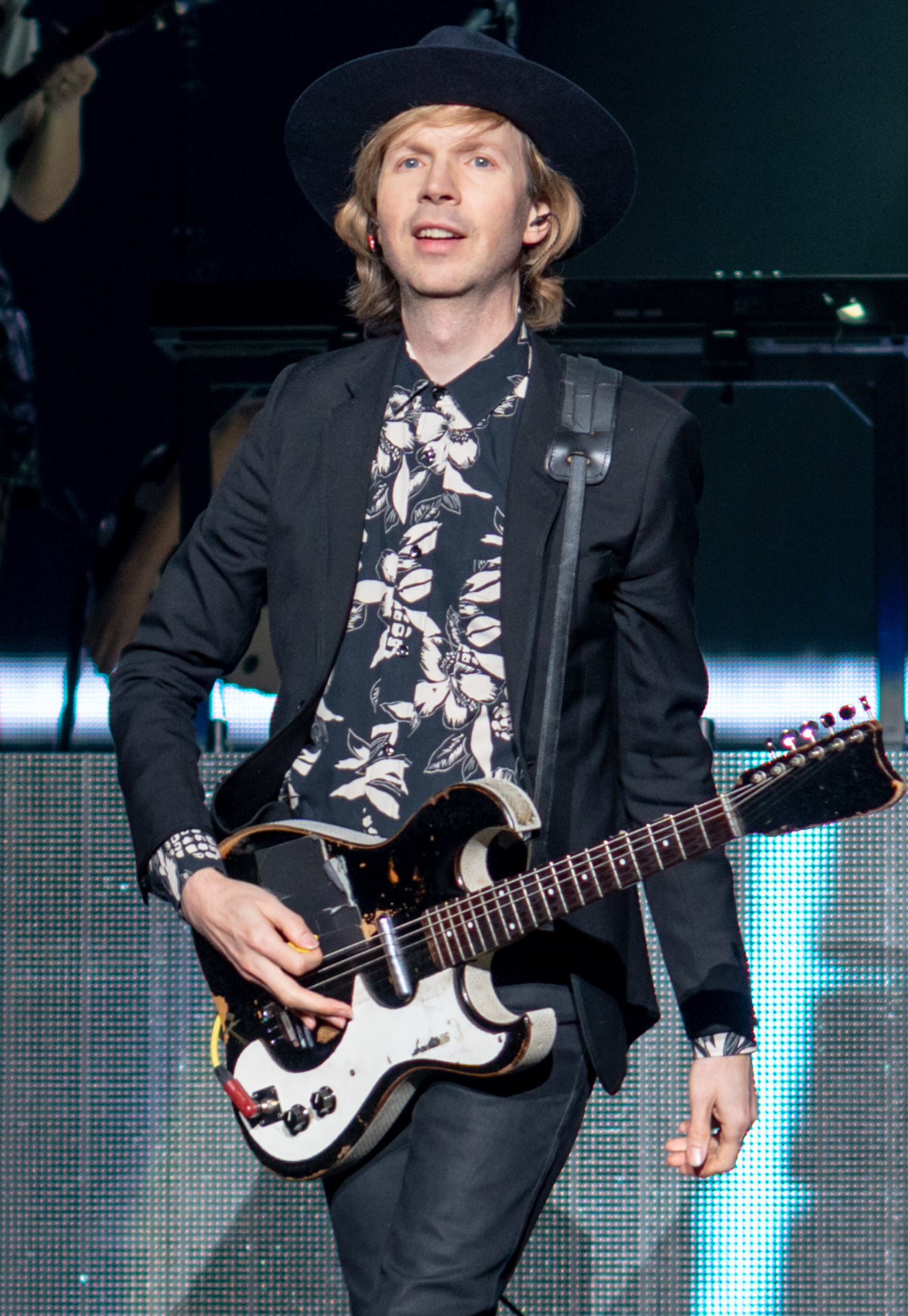
Beck (2018)

Beck alias Beck Hansen (* 8. Juli 1970 in Los Angeles als Bek David Campbell) ist ein US-amerikanischer Musiker, Sänger, Multiinstrumentalist, Musikproduzent und siebenfacher Grammy-Preisträger.
Becks Musik der Anfangszeit wird aufgrund ihrer Missachtung von Genre-Konventionen, ironischen Texten und der Verbindung von Samples mit gespielten Instrumenten oft als typisches Beispiel der gängigen alternativen Musik der 1990er Jahre angesehen. Sie brachte Elemente aus Rock, Folk, Country, Beatnik und modernem Hip-Hop samt Turntablism zusammen.
Ab den 2000er Jahren hingegen entstanden Alben wie Sea Change, Guero und Morning Phase, die klassisches Songwriting, ausgefeilte Arrangements und anspruchsvolle Texte bieten.
Beck spielt Gitarre, Bass, Piano, Synthesizer, Schlagzeug und Mundharmonika.

## Leben
Beck ist der Sohn von David Campbell, einem gefragten Dirigenten und Studiomusiker, und Bibbe Hansen, Tochter des Künstlers Al Hansen, Schauspielerin und Künstlerin aus dem Umfeld von Andy Warhols Factory. Als seine Eltern sich scheiden ließen, nahm er den Namen seiner Mutter an und änderte seinen Vornamen in Beck. Er blieb bei seiner Mutter und seinem Bruder Channing in Los Angeles, wo er in einem unkonventionellen Künstlermilieu aufwuchs und von den verschiedenen musikalischen Angeboten der Stadt beeinflusst wurde. Diese Einflüsse finden sich auch in seinen später aufgenommenen und veröffentlichten Arbeiten wieder. Sein ungewöhnlicher Vorname soll laut eigener Aussage von seiner Mutter nach der Geburt gewählt worden sein, als sie nach der Schwangerschaft endlich ein Beck's Bier haben wollte.

### Anfänge
Nach dem Abbruch der weiterführenden Schule im Alter von 14 Jahren bildete sich Beck selbst weiter, indem er Bücher las und alte Blues-, Folk- und Countryplatten hörte. Etwas später trat er mit Blues- und Folkstücken als Straßenmusiker auf und versuchte sich in der Poetry-Slam-Szene. Dies führte 1988 zu den Aufnahmen für sein erstes Album The Banjo Story, einer zu Hause aufgenommenen Kassette, die niemals offiziell veröffentlicht und erst später unter seinen Fans im Internet verbreitet wurde. In den späten 1980ern und frühen 1990ern unternahm er Reisen zu seinem Großvater mütterlicherseits, dem Fluxuskünstler Al Hansen nach Köln. Dieser brachte ihm viel über seine Kunst bei, was Beck später sehr inspirieren sollte. 1989 zog er nach New York und versuchte dort vergeblich, sich in der vom Punk beeinflussten Szene der Anti-Folk-Musik einen Namen zu machen. Hier traf er John S. Hall von King Missile, Michelle Shocked und Roger Manning.
Um 1990 kehrte Beck mittellos aber motiviert nach Los Angeles zurück. Während er seine Musik weiterentwickelte, nahm er eine Reihe von Gelegenheitsjobs an, um sich seinen Lebensunterhalt zu verdienen. Einige seiner Aufnahmen wurden während seiner Arbeit mit Tom Grimley in den Poop Alley Studios, einem Teil von WIN Records, erstellt.

### Debüt
In dieser Zeit wurde Beck von den Gründern von Bong Load Custom Records entdeckt. Seine bei diesem Label 1993 veröffentlichte 12"-Vinyl-Single Loser, deren Erstauflage 500 Stück betrug, wurde zu einer Sensation im alternativen Radio und führte zu einem Bieterkampf zwischen Plattenlabels, die Beck unter Vertrag nehmen wollten. Letztendlich entschied sich Beck für Geffen Records, weil diese keinen Exklusivvertrag verlangten.
Das 1994 bei Geffen veröffentlichte Album Mellow Gold bescherte Beck einen Mainstream-Erfolg und führte zu seinem ikonenhaften Status als Repräsentant der „Slacker-Bewegung“ innerhalb der Alternative-Rock-Szene. In Interviews bestand Beck darauf, die Bezeichnung Slacker sei genauso wie Loser, der Song, von dem sie inspiriert ist, ironisch gemeint.
Zur gleichen Zeit veröffentlichte Beck One Foot in the Grave mit Scott Plouf als Drummer, der heute bei Built to Spill spielt, auf den unabhängigen K Records und Stereopathetic Soul Manure auf Flipside Records. Er brachte seine Musik 1995 mit der Lollapalooza-Tour zu seinem Publikum.

### Karriere seit 1996
Nachdem Beck zunächst als One-Hit-Wonder angesehen worden war, konnte er dieses Etikett 1996 mit der Veröffentlichung des Albums Odelay ablegen, einer gemeinsamen Arbeit mit den Dust Brothers, den Produzenten des Albums Paul’s Boutique der Beastie Boys. Die Eröffnungs-Single Where It’s At erzielte hohe Airplay-Zahlen und das Video war in ständiger Rotation auf MTV. In diesem Jahr erhielt Odelay gute Kritiken in den Magazinen Rolling Stone und Spin, war auf vielen Best-of-Listen vertreten, erzielte Doppel-Platin-Status und erhielt zahlreiche Auszeichnungen, darunter zwei Grammys.
1998 folgte das Album Mutations. Das von Nigel Godrich, bekannt durch seine Arbeit mit Radiohead, produzierte Album war eigentlich nur als Lückenfüller vor dem nächsten Album geplant. Die Aufnahmen erstreckten sich über zwei Wochen, in denen an jedem Tag ein Lied aufgenommen wurde, so dass am Ende 14 Lieder produziert waren. Mutations war ein Abschied von der elektronischen Verspieltheit von Odelay; Beck zeigte sich erstmals als klassischen Songwriter, geprägt von Einflüssen aus Folk und Blues. Auf dem Album befinden sich auch einige ältere Lieder; die ältesten stammen aus dem Jahr 1994. Lied 10, Sing It Again, wurde für Johnny Cash geschrieben, aber Beck hatte dieses Lied nie an Cash abgeschickt, da er es für „Abfall“ hielt. Cash nahm stattdessen Rowboat auf, ein Lied, das ursprünglich auf Becks Album Stereopathetic Soul Manure erschienen ist.
Die künstlerische Zusammenarbeit von Beck mit seinem Großvater Al Hansen, der 1995 in Köln gestorben war, war 1998 Gegenstand einer Ausstellung mit dem Titel Beck & Al Hansen: Playing With Matches, die Solo- und Gemeinschaftsarbeiten in den Bereichen Collage, Assemblage, Zeichnungen und Gedichte zeigte. Die Show zog vom Santa Monica Museum of Art zu Galerien in New York und Winnipeg, Kanada.

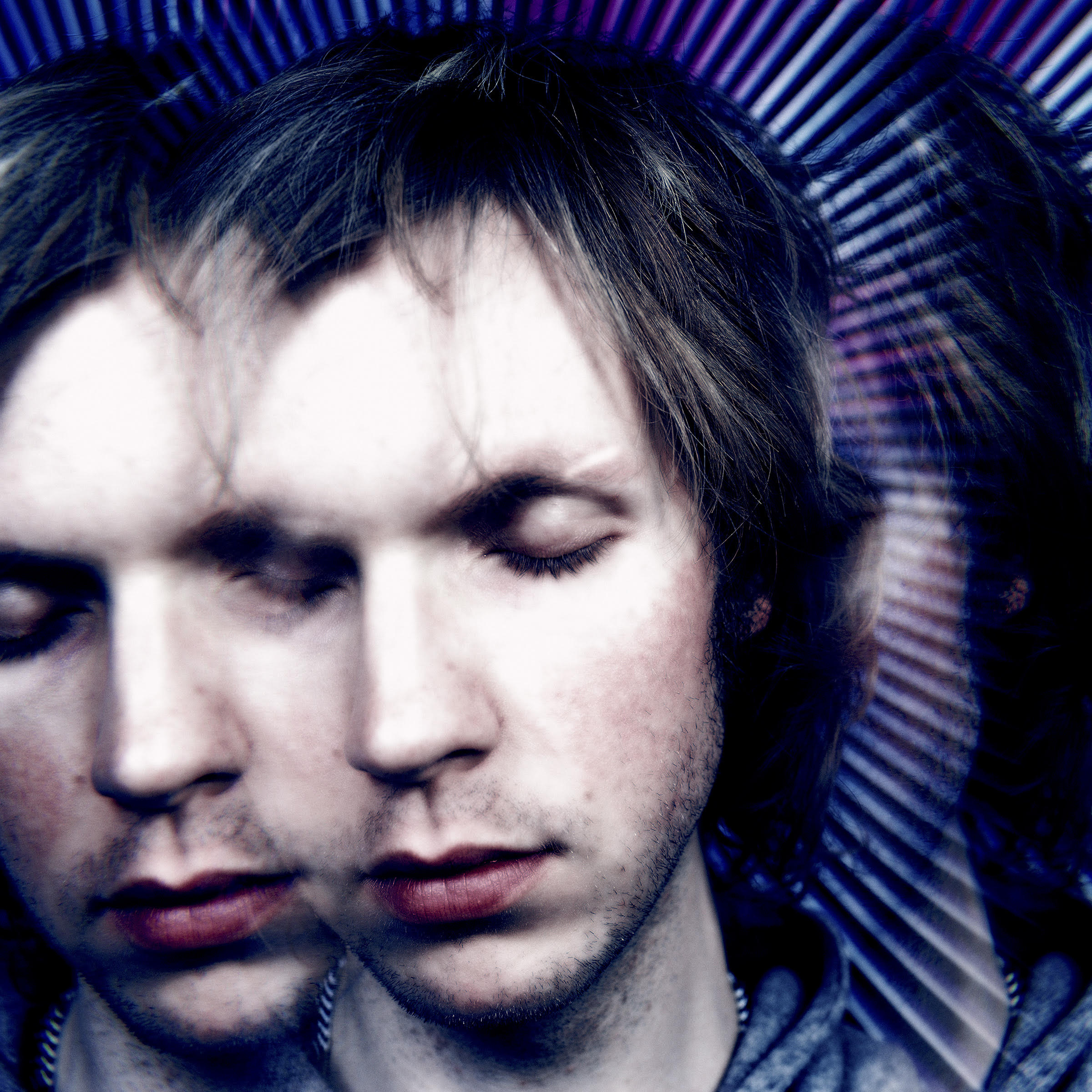
Beck, Hamburg 2000. Foto von Oliver Mark.

1999 veröffentlichte Beck bei Geffen das lange erwartete Album Midnight Vultures, mit Texten voller sexueller und kulinarischer Anzüglichkeiten, das durch eine weltweite Tour unterstützt wurde. Für Beck bedeutete dies die Rückkehr zu den energiegeladenen, extravaganten Auftritten, die zu Lollapalooza-Zeiten sein Markenzeichen gewesen waren – von der Bühnenausstattung mit einem roten Bett, das zu Debra von der Decke herabgelassen wurde, bis zur Tourband, die durch Blechbläser ergänzt wurde.
Auf dem 2001 erschienenen Album 10 000 Hz Legend der französischen Combo Air trug er den Titel „The Vagabond“ (Gesang, Gitarre, Mundharmonika) bei, der deutliche Anklänge an einige Songs aus Midnight Vultures hat.
Danach veröffentlichte Beck 2002 das Album Sea Change, ein sehr ruhiges, emotionales Album, das in Zusammenarbeit mit dem Produzenten Nigel Godrich entstanden ist. Sea Change, aufgenommen nach dem Scheitern einer langjährigen Beziehung mit Leigh Limon, wurde als Album mit einem verbindenden Thema konzipiert: die Phasen, die dem Ende einer Liebesbeziehung folgen. Das Album enthält keine Samples, dafür aber Streicherarrangements von Becks Vater David Campbell und einen akustisch dichten Mix, der an Mutations und vereinzelt an einige Elemente aus Midnite Vultures erinnert. Obwohl einige Radio-Singles veröffentlicht wurden, darunter „Lonesome tears“, wurden keine kommerziellen Singles der Öffentlichkeit zugänglich gemacht. Beck erntete für das Album, das ihn endgültig als gereiften Songwriter zeigte, dennoch sehr großes Kritikerlob.
Beck hat überdies eine Anzahl von B-Seiten und Liedern, die nur auf Soundtracks enthalten sind, veröffentlicht, darunter Midnite Vultures (nicht auf dem gleichnamigen Album enthalten), ein Cover von Korgis' Everybody’s Got to Learn Sometimes, das 2004 auf dem Soundtrack zum Film Eternal Sunshine of the Spotless Mind enthalten war und David Bowies Diamond Dogs von Moulin Rouge!. Der von Beck in Koproduktion mit William Orbit verfasste Song Feel Good Time wurde später von der Sängerin Pink aufgenommen und für den Soundtrack des Films 3 Engel für Charlie – Volle Power verwendet.

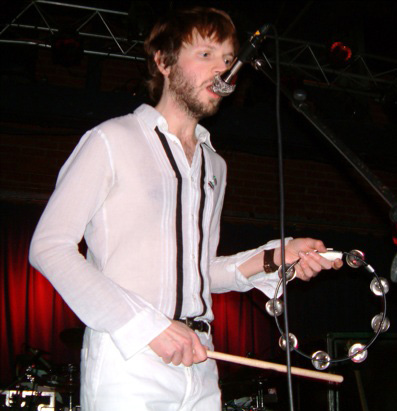
Beck auf einem Geheimgig in Los Angeles, 2005

Ende 2004 kehrte Beck ins Studio zurück, um an seinem sechsten Album auf einem Major-Label zu arbeiten: die Platte Guero, produziert von den Dust Brothers und Tony Hoffer. Das Video der ersten Single E-Pro wurde auf MSN der Öffentlichkeit vorgestellt. Wie bei vielen kommerziellen Künstlern war auch Becks Album Mitte Januar 2005 noch vor der offiziellen Veröffentlichung im Internet aufgetaucht. Anstatt auf eine frühere Veröffentlichung des Albums zu drängen, wurde es mit einer Vielzahl von Bonus-Tracks, darunter auch Remixe von Boards of Canada und Dizzee Rascal, am 29. März 2005 veröffentlicht. Im Dezember 2005 folgte dann mit Guerolito ein Remix-Album, das Bearbeitungen der Guero-Tracks von Künstler wie Air, Ad-Rock und anderen enthielt. Das Album war wieder stark elektronisch geprägt und zeigte Beck wieder von seiner extrovertierten Seite.

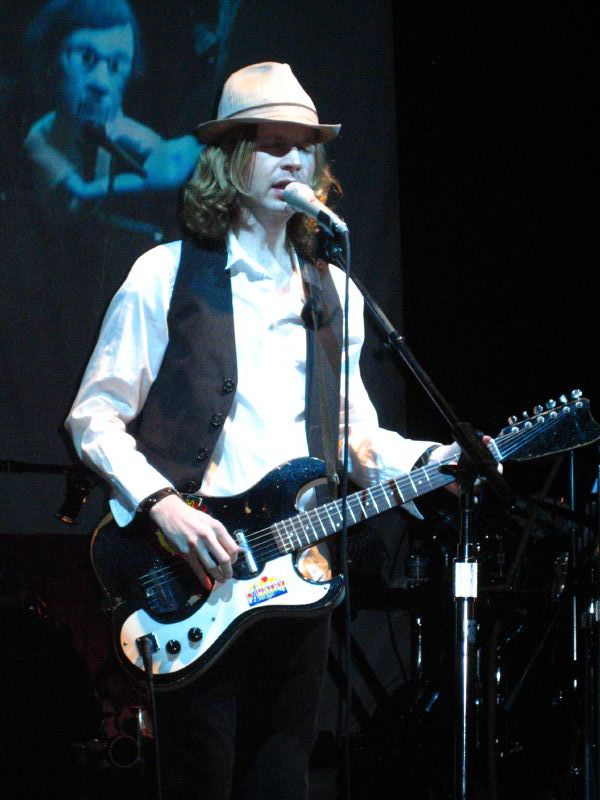
Beck (2006)

Bereits 2006 erschien das Nachfolgealbum The Information. Produziert wurde es von Nigel Godrich, der schon für mehrere Beck-Alben (z. B. Sea Change) zuständig gewesen war. Das Album erschien mit einem leeren Cover, dafür mit Sticker, um das Cover individuell zu gestalten, und eine DVD mit Low-Budget-Videos für alle enthaltenen Stücke, die z. B. Menschen beim Herumhüpfen in Teddybärkostümen zeigen. In Großbritannien wurde es wegen der Wettbewerbsverzerrung durch das Bonusmaterial nicht in den Musik-Charts aufgeführt.
Am 7. Juli 2008 erschien schließlich das Album Modern Guilt in Europa und am Folgetag in Nordamerika. Beck arbeitete hier mit dem Produzenten DJ Danger Mouse zusammen. Cat Power fungierte bei einem Titel als Gastsängerin.
Im Dezember 2009 erschien mit IRM ein Album von Charlotte Gainsbourg, an dem Beck als Songwriter, Komponist und Produzent mitwirkte.
Zwei Jahre später veröffentlichte Beck sein zwölftes Album in einer besonderen Form: Song Reader gibt es nur als Buch mit Notenblättern für 20 Songs. Auf der zugehörigen Webseite konnte jeder seine eigene Interpretation der Songs hochladen. Im August 2014 erschien das dazugehörige Album, auf dem jeder Song von einem anderen Künstler interpretiert ist, lediglich ein Song ist von Beck selbst gespielt.
Für 2013 wurden zwei neue Alben von Beck angekündigt, beide Projekte wurden jedoch verschoben. Ende 2013 wurde die Veröffentlichung von Morning Phase auf Ende Februar 2014 festgelegt; ein weiteres Akustik-Album wurde zunächst für September desselben Jahres angekündigt. Schließlich erschien 2014 aber doch nur Morning Phase, das sich stilistisch deutlich an Sea Change orientierte, musikalisch an Pink Floyd erinnert und von der Kritik positiv aufgenommen wurde. Im Februar 2015 gewann Beck mit Morning Phase zwei Grammys für das Album/Rockalbum des Jahres. Außerdem wurde es für die Albumproduktion ausgezeichnet. Das Lied Blue Moon war zweimal nominiert.
2016 präsentierte er den Song Wow und kündigte auf seiner Website das Erscheinen seines neuen Albums im selben Jahr an. Unter dem Titel Colors erschien es aber erst im Herbst 2017; stilistisch markierte es eine Abkehr vom elegischen Morning Phase und bot stattdessen wieder tanzbare Popmusik.
Anlässlich der Grammy Awards 2020 fand am 28. Januar 2020 im Los Angeles Convention Center in Los Angeles ein Tribut-Konzert für Prince unter dem Motto „Let’s Go Crazy: The Grammy Salute to Prince“ statt, bei dem Beck Raspberry Beret sang. Das Konzert wurde am 21. April 2020, dem vierten Todestag von Prince, im US-Fernsehen ausgestrahlt.

### Rezeption
Beck hatte einen Gastauftritt in Matt Groenings Zeichentrickserie Futurama, in dem er sich selbst spielte. In Übereinstimmung mit Becks Humor enthält der Beitrag viel Selbstironie (“Odelay is a word! Just look it up in the Becktionary.”). Beck trat auch als Gast in der Zeichentrickserie Space Ghost: Coast to Coast auf. Zu der Episode Dream a little dream of me (dt.: Es war einmal) der Serie Grey’s Anatomy steuerte Beck den Titel Youthless bei.
Das Album Mellow Gold zählt laut dem Rolling Stone Magazine (deutsche Ausgabe) mit Platz 461 zu den 500 besten Alben aller Zeiten; das Album Odelay ist auf Platz 301 (Rolling Stone, US-Ausgabe) und Sea Change auf Platz 432. Der Song Loser wurde mit Platz 203 in der US-Ausgabe unter den 500 besten Songs aller Zeiten (Stand 2007 + Stand 2003 [Alben]) gelistet.
Im Refrain des Songs Karl-Marx-Stadt, der sich auf dem Album Mit K von 2012 befindet, nimmt die deutsche Indie-Rock-Band Kraftklub Anleihen an den Beck-Song Loser.

### Privatleben
Beck ist seit 2004 mit der Schauspielerin und Drehbuchautorin Marissa Ribisi verheiratet, zusammen sind sie Eltern zweier Kinder. Sein Schwager ist der Schauspieler Giovanni Ribisi. Im Februar 2019 leitete Beck die Scheidung in die Wege.
Beck galt seit einem Interview, das er 2005 gab, als prominentes Mitglied von Scientology. Im November 2019 distanzierte er sich allerdings von dieser Aussage und sprach von einem Missverständnis: Zwar sei sein Vater langjähriges Mitglied von Scientology, weshalb er früh mit den entsprechenden Lehren in Berührung gekommen sei; er selbst sei aber nie Mitglied oder Anhänger gewesen.

## Diskografie

### Studioalben
| Jahr | Titel                     | Höchstplatzierung, Gesamtwochen, AuszeichnungChartplatzierungen (Jahr, Titel, Platzierungen, Wochen, Auszeichnungen, Anmerkungen) | Höchstplatzierung, Gesamtwochen, AuszeichnungChartplatzierungen (Jahr, Titel, Platzierungen, Wochen, Auszeichnungen, Anmerkungen) | Höchstplatzierung, Gesamtwochen, AuszeichnungChartplatzierungen (Jahr, Titel, Platzierungen, Wochen, Auszeichnungen, Anmerkungen) | Höchstplatzierung, Gesamtwochen, AuszeichnungChartplatzierungen (Jahr, Titel, Platzierungen, Wochen, Auszeichnungen, Anmerkungen) | Höchstplatzierung, Gesamtwochen, AuszeichnungChartplatzierungen (Jahr, Titel, Platzierungen, Wochen, Auszeichnungen, Anmerkungen) | Anmerkungen                              |
| Jahr | Titel                     | DE | AT | CH | UK | US | Anmerkungen                              |
| ---- | ------------------------- | --- | --- | --- | --- | --- | ---------------------------------------- |
| 1993 | Golden Feelings           | — | — | — | — | — | Erstveröffentlichung: März 1993          |
| 1994 | Stereopathetic Soulmanure | — | — | — | — | — | Erstveröffentlichung: 22. Februar 1994   |
| 1994 | Mellow Gold               | DE41 (11 Wo.)DE | AT25 (9 Wo.)AT | CH33 (6 Wo.)CH | UK41 Gold · (5 Wo.)UK | US13 Platin · (24 Wo.)US | Erstveröffentlichung: 1. März 1994       |
| 1994 | One Foot in the Grave     | — | — | — | — | — | Erstveröffentlichung: 27. Juni 1994      |
| 1996 | Odelay                    | DE30 (13 Wo.)DE | AT30 (9 Wo.)AT | CH14 (13 Wo.)CH | UK17 Platin · (61 Wo.)UK | US16 ×2Doppelplatin · (88 Wo.)US                                                                                                  | Erstveröffentlichung: 18. Juni 1996      |
| 1998 | Mutations                 | DE49 (3 Wo.)DE | — | CH46 (1 Wo.)CH | UK24 Gold · (14 Wo.)UK | US13 Gold · (14 Wo.)US | Erstveröffentlichung: 3. November 1998   |
| 1999 | Midnite Vultures          | DE46 (4 Wo.)DE | AT41 (3 Wo.)AT | CH42 (5 Wo.)CH | UK19 Gold · (16 Wo.)UK | US34 Gold · (18 Wo.)US | Erstveröffentlichung: 23. November 1999  |
| 2002 | Sea Change                | DE38 (5 Wo.)DE | AT34 (5 Wo.)AT | CH30 (5 Wo.)CH | UK20 Silber · (4 Wo.)UK | US8 Gold · (26 Wo.)US | Erstveröffentlichung: 24. September 2002 |
| 2005 | Guero                     | DE33 (5 Wo.)DE | AT23 (5 Wo.)AT | CH20 (7 Wo.)CH | UK15 Silber · (5 Wo.)UK | US2 Gold · (26 Wo.)US | Erstveröffentlichung: 29. März 2005      |
| 2006 | The Information           | DE78 (1 Wo.)DE | AT56 (2 Wo.)AT | CH32 (5 Wo.)CH | — | US7 Gold · (23 Wo.)US | Erstveröffentlichung: 3. Oktober 2006    |
| 2008 | Modern Guilt              | DE63 (2 Wo.)DE | AT42 (3 Wo.)AT | CH14 (9 Wo.)CH | UK9 (4 Wo.)UK | US4 (15 Wo.)US | Erstveröffentlichung: 8. Juli 2008       |
| 2014 | Morning Phase             | DE13 (3 Wo.)DE | AT11 (3 Wo.)AT | CH5 (6 Wo.)CH | UK4 Silber · (13 Wo.)UK | US3 Gold · (35 Wo.)US | Erstveröffentlichung: 21. Februar 2014   |
| 2017 | Colors                    | DE32 (1 Wo.)DE | AT25 (1 Wo.)AT | CH9 (2 Wo.)CH | UK5 (3 Wo.)UK | US3 (7 Wo.)US | Erstveröffentlichung: 13. Oktober 2017   |
| 2019 | Hyperspace                | — | — | CH33 (1 Wo.)CH | UK33 (1 Wo.)UK | US40 (2 Wo.)US | Erstveröffentlichung: 22. November 2019  |

### Kompilationen
- 2000: Stray Blues

### Remixalben
| Jahr | Titel     | Höchstplatzierung, Gesamtwochen, AuszeichnungChartsChartplatzierungen (Jahr, Titel, Platzierungen, Wochen, Auszeichnungen, Anmerkungen) | Anmerkungen                             |
| Jahr | Titel     | US | Anmerkungen                             |
| ---- | --------- | --- | --------------------------------------- |
| 2005 | Guerolito | US191 (1 Wo.)US | Erstveröffentlichung: 13. Dezember 2005 |

### EPs
- 1994: A Western Harvest Field by Moonlight
- 2001: Beck
- 2005: Hell Yes
- 2019: The Paisley Park Sessions

### Singles
| Jahr | Titel Album                    | Höchstplatzierung, Gesamtwochen, AuszeichnungChartplatzierungen (Jahr, Titel, Album, Platzierungen, Wochen, Auszeichnungen, Anmerkungen) | Höchstplatzierung, Gesamtwochen, AuszeichnungChartplatzierungen (Jahr, Titel, Album, Platzierungen, Wochen, Auszeichnungen, Anmerkungen) | Höchstplatzierung, Gesamtwochen, AuszeichnungChartplatzierungen (Jahr, Titel, Album, Platzierungen, Wochen, Auszeichnungen, Anmerkungen) | Höchstplatzierung, Gesamtwochen, AuszeichnungChartplatzierungen (Jahr, Titel, Album, Platzierungen, Wochen, Auszeichnungen, Anmerkungen) | Höchstplatzierung, Gesamtwochen, AuszeichnungChartplatzierungen (Jahr, Titel, Album, Platzierungen, Wochen, Auszeichnungen, Anmerkungen) | Anmerkungen                         |
| Jahr | Titel Album                    | DE | AT | CH | UK | US | Anmerkungen                         |
| ---- | ------------------------------ | --- | --- | --- | --- | --- | ----------------------------------- |
| 1993 | Loser Mellow Gold              | DE18 (21 Wo.)DE | AT10 (12 Wo.)AT | CH19 (12 Wo.)CH | UK15 Gold · (7 Wo.)UK | US10 Gold · (24 Wo.)US | Erstveröffentlichung: 8. März 1993  |
| 1996 | Where It’s At Odelay           | — | — | — | UK35 (2 Wo.)UK | US61 (19 Wo.)US | Erstveröffentlichung: Juni 1996     |
| 1996 | Devils Haircut Odelay          | — | — | — | UK22 (2 Wo.)UK | US94 (4 Wo.)US | Erstveröffentlichung: Oktober 1996  |
| 1997 | The New Pollution Odelay       | — | — | — | UK14 (5 Wo.)UK | US78 (7 Wo.)US | Erstveröffentlichung: Februar 1997  |
| 1997 | Sissyneck Odelay               | — | — | — | UK30 (2 Wo.)UK | — | Erstveröffentlichung: Mai 1997      |
| 1997 | Jack-Ass Odelay                | — | — | — | — | US73 (10 Wo.)US | Erstveröffentlichung: August 1997   |
| 1997 | Deadweight Odelay              | — | — | — | UK23 (4 Wo.)UK | — | Erstveröffentlichung: Oktober 1997  |
| 1998 | Tropicalia Mutations           | — | — | — | UK39 (2 Wo.)UK | — | Erstveröffentlichung: Dezember 1998 |
| 1999 | Sexx Laws Midnite Vultures     | — | — | — | UK27 (5 Wo.)UK | — | Erstveröffentlichung: November 1999 |
| 2000 | Mixed Bizness Midnite Vultures | — | — | — | UK34 (2 Wo.)UK | — | Erstveröffentlichung: März 2000     |
| 2005 | E-Pro Guero                    | — | — | — | UK38 (2 Wo.)UK | US65 (10 Wo.)US | Erstveröffentlichung: März 2005     |
| 2005 | Girl Guero                     | — | — | — | UK45 (4 Wo.)UK | US100 (1 Wo.)US | Erstveröffentlichung: Juli 2005     |

Weitere Singles
- 1993: MTV Makes Me Want to Smoke Crack
- 1994: Steve Threw Up
- 1994: Pay No Mind (Snoozer)
- 1994: Beercan
- 1995: It’s All in Your Mind
- 1999: Cold Brains
- 1999: Nobody’s Fault but My Own
- 2000: Nicotine & Gravy
- 2002: Lost Cause
- 2002: Guess I’m Doing Fine
- 2005: Hell Yes
- 2006: Nausea
- 2006: Cellphone’s Dead
- 2006: Think I’m in Love
- 2007: Timebomb
- 2008: Chemtrails
- 2008: Gamma Ray
- 2008: Youthless
- 2011: Let’s Get Lost (mit Bat for Lashes)
- 2012: Looking for a Sign
- 2012: I Just Started Hating Some People Today
- 2013: Defriended
- 2013: I Won’t Be Long
- 2013: Gimme
- 2014: Blue Moon
- 2014: Waking Light
- 2014: Say Goodbye
- 2014: Heart Is a Drum
- 2015: Dreams
- 2016: Wow (US: Gold)
- 2017: Dear Life
- 2017: Up All Night
- 2018: Colors
- 2019: Tarantula
- 2019: Super Cool (feat. Robyn & The Lonely Island)
- 2019: Saw Lightning
- 2019: Night Running (mit Cage the Elephant)
- 2019: Uneventful Days
- 2019: Dark Places
- 2019: Everlasting Nothing
- 2020: No Distraction (Remix)
- 2021: Find My Way (mit Paul McCartney)

## Auszeichnungen für Musikverkäufe
| Silberne Schallplatte - Europa (Impala) - 2008: für das Album Modern Guilt Goldene Schallplatte - Australien - 1994: für die Single Loser - 1997: für das Album Odelay - Kanada - 2002: für das Album Sea Change - 2005: für das Album Guero - 2006: für das Album The Information - 2014: für das Album Morning Phase - 2017: für die Single Dreams - Japan - 1998: für das Album Mutations - 1999: für das Album Midnite Vultures - 2005: für das Album Guero | Platin-Schallplatte - Kanada - 1994: für das Album Mellow Gold - 1999: für das Album Mutations - 2000: für das Album Midnite Vultures - Neuseeland - 1998: für das Album Odelay - 2021: für die Single Loser - Japan - 1997: für das Album Odelay 2× Platin-Schallplatte - Kanada - 1998: für das Album Odelay |

Anmerkung: Auszeichnungen in Ländern aus den Charttabellen bzw. Chartboxen sind in ebendiesen zu finden.
| Land/RegionAuszeichnungen für Musikverkäufe (Land/Region, Auszeichnungen, Verkäufe, Quellen) | Silber     | Gold       | Platin       | Verkäufe  | Quellen                       |
| -------------------------------------------------------------------------------------------- | ---------- | ---------- | ------------ | --------- | ----------------------------- |
| Australien (ARIA)                                                                            | —          | 2× Gold2   | —            | 70.000    | aria.com.au                   |
| Europa (Impala)                                                                              | Silber1    | —          | —            | (30.000)  | Einzelnachweise               |
| Japan (RIAJ)                                                                                 | —          | 3× Gold3   | Platin1      | 550.000   | riaj.or.jp                    |
| Kanada (MC)                                                                                  | —          | 5× Gold5   | 5× Platin5   | 730.000   | musiccanada.com               |
| Neuseeland (RMNZ)                                                                            | —          | —          | 2× Platin2   | 45.000    | aotearoamusiccharts.co.nz NZ2 |
| Vereinigte Staaten (RIAA)                                                                    | —          | 8× Gold8   | 3× Platin3   | 7.000.000 | riaa.com                      |
| Vereinigtes Königreich (BPI)                                                                 | 3× Silber3 | 4× Gold4   | Platin1      | 1.180.000 | bpi.co.uk                     |
| Insgesamt                                                                                    | 4× Silber4 | 22× Gold22 | 12× Platin12 |           |                               |

## Künstlerauszeichnungen
- 1996: Video Where It's At: MTV Video Music Award für Best Male Video
- 1997: Album Odelay: Grammy Award for Best Alternative Music Album
- 1997: Single Where It’s At: Grammy Award for Best Male Rock Vocal Performance
- 1997: Video Devils Haircut: MTV Video Music Award für Best Male Video
- 1997: Video Devils Haircut: MTV Video Music Award für Best Editing in a Video (an Hank Corwin)
- 1997: Video The New Pollution: MTV Video Music Award für Best Direction in a Video
- 1997: Video The New Pollution: MTV Video Music Award für Best Choreography in a Video (an Peggy Hickey)
- 1997: Video The New Pollution: MTV Video Music Award für Best Art Direction in a Video (an K. K. Barrett)
- 2000: Album Mutations: Grammy Award for Best Alternative Music Album
- 2015: Album Morning Phase: Grammy Award for Album of the Year
- 2015: Album Morning Phase: Grammy Award for Best Rock Album
- 2019: Album Colors: Grammy Award for Best Alternative Music Album
- 2019: Album Colors: Grammy Award for Best Engineered Album, Non-Classical

## Filmografie
- 1998: Rugrats – Der Film (Synchronstimme)
- 2001: Futurama (Folge Bender auf Tour als er selbst)
- 2003: Southlander
- 2004: Eternal Sunshine of the Spotless Mind (Titelsong Everybody’s Gotta Learn Sometimes)
- 2010: Eclipse – Bis(s) zum Abendrot (Soundtrack)
- 2010: Scott Pilgrim gegen den Rest der Welt (Soundtrack)
- 2017: The Circle (als er selbst)